# Argumentum a simile
Argumentum a simile (argument z podobieństwa, wnioskowanie przez podobieństwo, wnioskowanie per analogiam) - polega na wyprowadzeniu obowiązywania jakiejś „nowej” normy prawnej z obowiązywania normy prawnej lub norm prawnych, jakie regulują stany faktyczne podobne do stanów faktycznych, jakie mają być regulowane przez tę „nową” normę. 
Znajduje oparcie w zasadzie równego traktowania, zwaną również zasadą sprawiedliwości formalnej, zgodnie z którą przypadki podobne powinno się traktować w sposób podobny oraz zasadzie in paribus causis paria iura, wedle której w podobnych sytuacjach unormowanie prawne powinno być podobne, i zasadzie de similibus idem est iudicium, w myśl której w podobnych sprawach powinny zapadać podobne rozstrzygnięcia. 
Argumentum a simile w prawie występuje przede wszystkim pod postacią tzw. analogii legis i analogii iuris.